# 초인 (영화)
"초인"은 2016년에 개봉한 대한민국의 영화이다.

## 캐스팅

### 주요 인물
- 김정현 - 도현 역
- 김고운 - 세영 역

### 주변 인물
- 서영화 - 연희 역
- 김민석 - 민석 역
- 문현정 - 도현 이모 역
- 신우희 - 수현 역
- 김철윤 - 양 코치 역
- 김미수 - 재희 역

### 그 외
- 노기용 - 공익근무요원 역
- 임형국 - 도현 아빠 역
- 양말복 - 세영 엄마 역
- 강영구 - 수현 아빠 역
- 전수지 - 현주 역
- 이채경 - 정신과 의사 역
- 한철우 - 공원 사진남 역
- 정준화 - 약사 역
- 엄태옥 - 경감 역
- 김민주 - 경찰 역
- 김진석 - 체조선수 1 역
- 진영인 - 체조선수 2 역
- 박지환 - 체조선수 3 역
- 정승환 - 도현 후배 역
- 조재영 - 마포대교남 1 역
- 정원빈 - 마포대교남 2 역
- 김계형 - 양아치 1 역
- 채희수 - 양아치 2 역
- 장재혁 - 양아치 3 역
- 여승재 - 주심 역
- 정종열 - 도서관 관리인 역
- 이우주 - 도서관 아이 역
- 차건우 - 요양원 의사 역
- 문승하 - 요양원 간호사 역
- 최희진 - 시인 목소리 역

### 특별출연
- 명계남 - 선생님 역

### 보조출연
- 곽진우
- 김민서
- 김민수
- 김도균
- 김준겸
- 김수연
- 김유정
- 김다원
- 김현주
- 김소영
- 김민지
- 김시원
- 금도영
- 김진주
- 김진서
- 김수민
- 류창희
- 민경진
- 민수지
- 박소정
- 박은비
- 박규리
- 방은비
- 박상민
- 박종호
- 박규태
- 박성훈
- 방주현
- 신재민
- 안건우
- 유준호
- 이재영
- 이수현
- 이태영
- 이재기
- 이보남
- 오송아
- 이소희
- 이가람
- 이종빈
- 이병찬
- 이시연
- 이정민
- 이은진
- 이승재
- 원준혁
- 장민주
- 정소영
- 정채원
- 정일영
- 정보성
- 최지훈
- 최한별
- 진장규
- 최병건
- 최유희
- 홍예은
- 하주연
- 허에스더

## 수상
- 제20회 부산국제영화제 대명컬처웨이브상